# Київ (авіаносний крейсер)
Київ (рос. Киев) — радянський авіаносний крейсер проєкту 1143 (шифр «Кречет», англ. Kiev class за класифікацією НАТО), які інколи називають «радянськими авіаносцями». Головний корабель проєкту, побудований у 1975 році на Чорноморському суднобудівному заводі в Миколаєві. Входив до складу Північного флоту. Після розпаду СРСР корабель був проданий Російською Федерацією на злом Китаю, де був переобладнаний на туристично-розважальний комплекс «Світ „Києва“» в місті Тяньцзінь.

## Бойове призначення
Авіаносні крейсери проєкту 1143 призначені для надання бойової стійкості оперативним з'єднанням військово-морського флоту у віддалених районах Світового океану. Їхнім завданнями є:
- прикриття корабельних з'єднань від ударів з повітря, їхня протичовнова і протикорабельна оборона;
- забезпечення бойової стійкості ракетних підводних човнів стратегічного призначення в районах бойового патрулювання;
- забезпечення розгортання підводних човнів в районах бойового призначення;
- прикриття морської ракетоносної, протичовнової та розвідувальної авіації в зоні досяжності корабельної винищувальної авіації;
- пошук і знищення ракетних підводних човнів противника у складі угруповань різнорідних протичовнових сил;
- ураження угруповань надводних кораблів противника;
- забезпечення висадки морських десантів;
- нанесення ударів по важливим наземним об'єктам противника.

## Історія проєктування
Важкий протичовновий крейсер проєкту 1143 розроблявся як розвиток відкоригованого проєкту протичовнового крейсера проєкту 1123М Невським проєктно-конструктроським бюро у Ленінграді: досвід будівництва і експлуатації перших радянських протичовнових крейсерів проєкту 1123 вимагав розробки більш досконалого корабля такого класу — для забезпечення ефективного виконання покладених на крейсер завдань було потрібно збільшити кількісний склад корабельної авіагрупи, посилити озброєння, поліпшити морехідні якості корабля і умови розміщення особового складу. Крім того, командування ВМФ вирішило оснастити новий корабель літаками вертикального зльоту і посадки.
В СРСР ідея застосування літаків вертикального зльоту і посадки (ЛВЗП) як палубного літака виходила від секретаря ЦК КПРС Дмитра Федоровича Устинова, який координував на цій посаді роботу наукових установ, конструкторських бюро та промислових підприємств оборонно-промислового комплексу. Командування Військово-Морським Флотом, і особисто командувача ВМФ СРСР Сергія Горшкова, перспектива отримання флотом авіаносних кораблів цілком влаштовувала. Зрештою постановою Ради міністрів СРСР від 2 вересня 1968 було припинене будівництво третього крейсера проєкту 1123 і прийнято рішення будувати на «нульовому» стапелі суднобудівного заводу № 198 в Миколаєві крейсер «Київ» за новим проєктом 1143. Постанова вимагала від Міністерства оборони СРСР протягом місяця видати тактико-технічне завдання на новий корабель, у 1969 році розробити ескізний і технічний проєкти.
Головним конструктором корабля став Аркадій Васильович Маринич, який до того проєктував пкр проєкту 1123М. Було розроблено дев'ять варіантів ескізного проєкту, зокрема шість проєктів згідно з ТТЗ і три ініціативні, опрацьовані варіанти компоновки кораблів з урахуванням використання перспективних систем озброєнь. Врахувавши пропозиції та доповнення, які надійшли в ході розгляду ескізного проєкту, було прийнято рішення про озброєння корабля найпотужнішим на той час протикорабельним ракетним комплексом П-500 «Базальт», а також про зменшення конструктивного захисту та збільшення водотоннажності до 30 000 тонн. Технічний проєкт 1143 було розроблено у вкрай стислі терміни і затверджено 30 квітня 1970 року. Новий крейсер мав зміщену як у авіаносця до правого борту надбудову, польотну палубу з консольним звісом, міг нести авіакрило з 22 літальних апаратів: у літаковому варіанті 20 ЛВЗП типу Як-38 і 2 рятувальних вертольоти Ка-25ПС, у вертолітному — 20 вертольотів Ка-25ПЛ і 2 рятувальних Ка-25ПС.

## Будівництво
Протичовновий крейсер «Київ» проєкту 1143 будувався на суднобудівному заводі № 198 в Миколаєві. Головним будівельником і головним відповідальним здавачем корабля був призначений Іван Йосипович Вінник.
Проєктування і будівництво принципово нового корабля вимагало вирішення низки складних проблем, зокрема, створення безпіллерсової конструкції ангарного покриття площею близько 3000 м², спеціального термостійкого покриття польотної палуби, що захищає її від дії високотемпературних (понад 1000°) газових струменів літаків вертикального зльоту, упорядкування повітряних потоків над верхньою палубою для створення сприятливих умов зльоту і посадки. У 1972 році на заводі було виготовлено натурний відсік корабля з ділянкою злітно-посадкової смуги, який було встановлено на аеродромі льотно-дослідницького інституту. На макеті встановили літак Як-36М і здійснили серію випробувань двигунів для визначення силового і теплового впливу газових струменів на палубу, а також замірів рівнів шумів у подпалубних приміщеннях. За результатом досліджень Всесоюзним інститутом авіаційних матеріалів було розроблено теплостійке покриття типу АК-9Ф.
Наявність на борту корабля абсолютно невластивих для авіаносця численних ракетних, артилерійських і протичовнових комплексів зумовила «гібридний» між авіаносцем і крейсером тип архітектури корабля. Набір корпусу по всій довжині був поздовжнім, а в краях — поперечним. Корпус і два нижніх яруси дев'ятиярусної надбудови виготовлялися зі сталі АК-25 товщиною до 30 мм і АК-27 (понад 35 мм). Надбудову, починаючи з третього ярусу і вище, виконували з алюміній-магнієвих сплавів. Всі вертикальні поверхні надбудови, димової труби і самого корпусу робилися похилими від вертикалі на кут до 10° з тим, аби максимально знизити величину радіолокаційного поля.

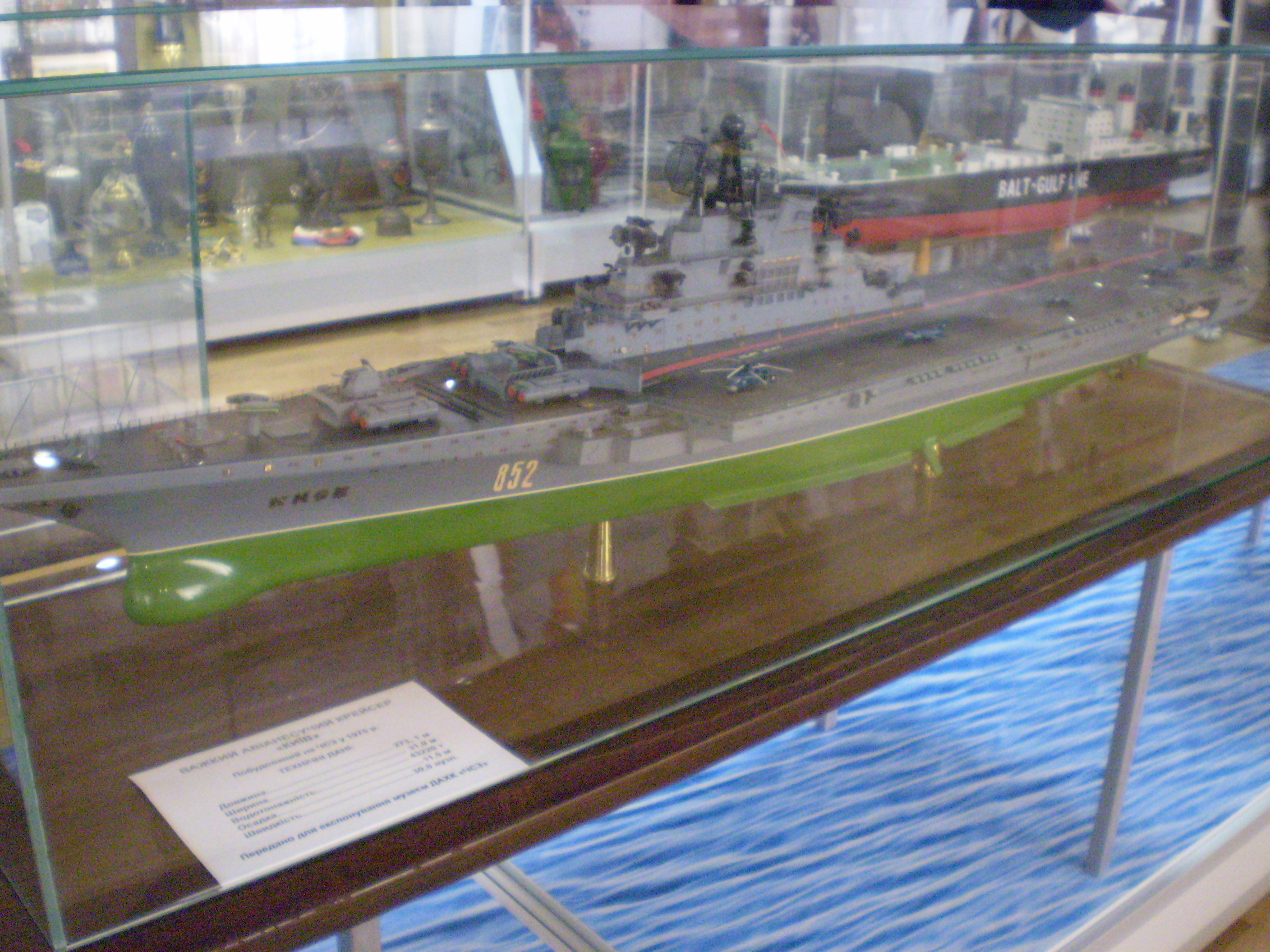
Модель корабля в Миколаївському краєзнавчому музеї

Корпус «Києва» мав вісімнадцять головних поперечних і дві поздовжні водонепроникні перегородки. У його середній частині знаходилося шість палуб і дві платформи. Безпосередньо під авіаційним ангаром розташовувалися машинні відділення. Вони, а також погреби авіабоєзапасу та погреби ракет головного ударного комплексу оснащувалися підводним конструктивним захистом. Суцільне по довжині подвійне дно на досить великому протязі переходило в подвійний борт, де розташовувалися цистерни, що піднімалися по висоті до шостої палуби. Корабель було розраховано на збереження боєздатності при повітряному вибуху 30-кілотонного ядерного заряду на дистанції два кілометри. При цьому непотоплюваність забезпечувалася при затопленні будь-яких чотирьох суміжних відсіків (крім ангара, де межею непотоплюваності була п'ята палуба).
Польотна палуба зі спонсоном загальною площею 6200 м² поєднувала злітну ділянку і посадкову смугу: на ній розташовувалися сім злітно-посадкових позицій для літаків вертикального зльоту і вертольотів. На правому борту в кормовій частині польотної палуби розташовувалися ще десять технічних позицій для обслуговування льотної техніки. По-похідному літальні апарати зберігалися в одноярусному ангарі габаритами 130x22,5x6,6 м, пов'язаному з політною палубою двома (спускним і піднімальним) ліфтами-літакопідйомниками. Переміщення літаків і вертольотів по верхній палубі здійснювалося спеціальними тягачами, ангаром — з використанням і досі унікальної системи поздовжньо-поперечного буксирування. У випадку пожежі п'ять протипожежних азбестових штор могли розділяти загальний простір ангара на шість ізольованих зон.
Для скорочення строків будівництва корабля стендові тести головних зразків механізмів не здійснювали — їх збирали відразу на кораблі, де й випробували. У ході будівництва було виявлено численні проєктні помилки, які усували в ході будівництва.
Збирання корабля на стапелі завершилося у вересні 1972 року. 26.12.1972 — спущений на воду. Швартові випробування пройшов у 1974 році. Ходові випробування корабля розпочалися в квітні 1975 року. Державні іспити корабля здійснювали в два етапи — в Чорному морі (з підписанням приймального акту корабля 28.12.1975) і після переходу на Північ у серпні-грудні 1976 року: комплексні випробування РЕО у складі корабельної групи, групові польоти літальних апаратів, морехідні випробування, а також стрільби протикорабельними крилатими ракетами на повну дальність (з акваторії Білого моря через перешийок півострова Канін до Чеської губи). Приймальний акт по другому етапу випробувань підписаний 3.12.1976. У лютому 1977 року спецпостановою Ради міністрів СРСР «Київ» прийнято на озброєння ВМФ СРСР.
За участь і внесок у створення й освоєння нової техніки головний конструктор «Києва» А. В. Маринич і головний будівельник корабля І. Й. Вінник були удостоєні звання Герой Соціалістичної Праці. Заступники головного конструктора С. Ф. Пєтухов, М. Ф. Жуков і бригадир суднозбиральників Чорноморського заводу В. О. Ополинський стали лауреатами Ленінської премії, а перший заступник головного будівельника В. М. Корчагін — лауреатом Державної премії СРСР.

## У складі Військово-Морського Флоту
16 липня 1976 року «Київ» вийшов з Севастополя на бойову службу в Середземне море і Північну Атлантику з подальшим переходом навколо Європи на Північний флот.
В районі Криту проведені випробування літаків вертикального зльоту Як-36М в морських умовах (всього 45 польотів). Через місяць, 10 серпня 1976, корабель прибув до постійного місця базування у Сєвероморськ. До початку грудня 1976 року проходив другий етап випробувань, зокрема комплексні випробування РЕО у складі корабельної групи, групові польоти ЛАК, морехідні випробування, стрільби ПКР на повну дальність.
28 червня 1977 року перекласифікований із «протичовнового крейсера» на «важкий авіаносний крейсер».

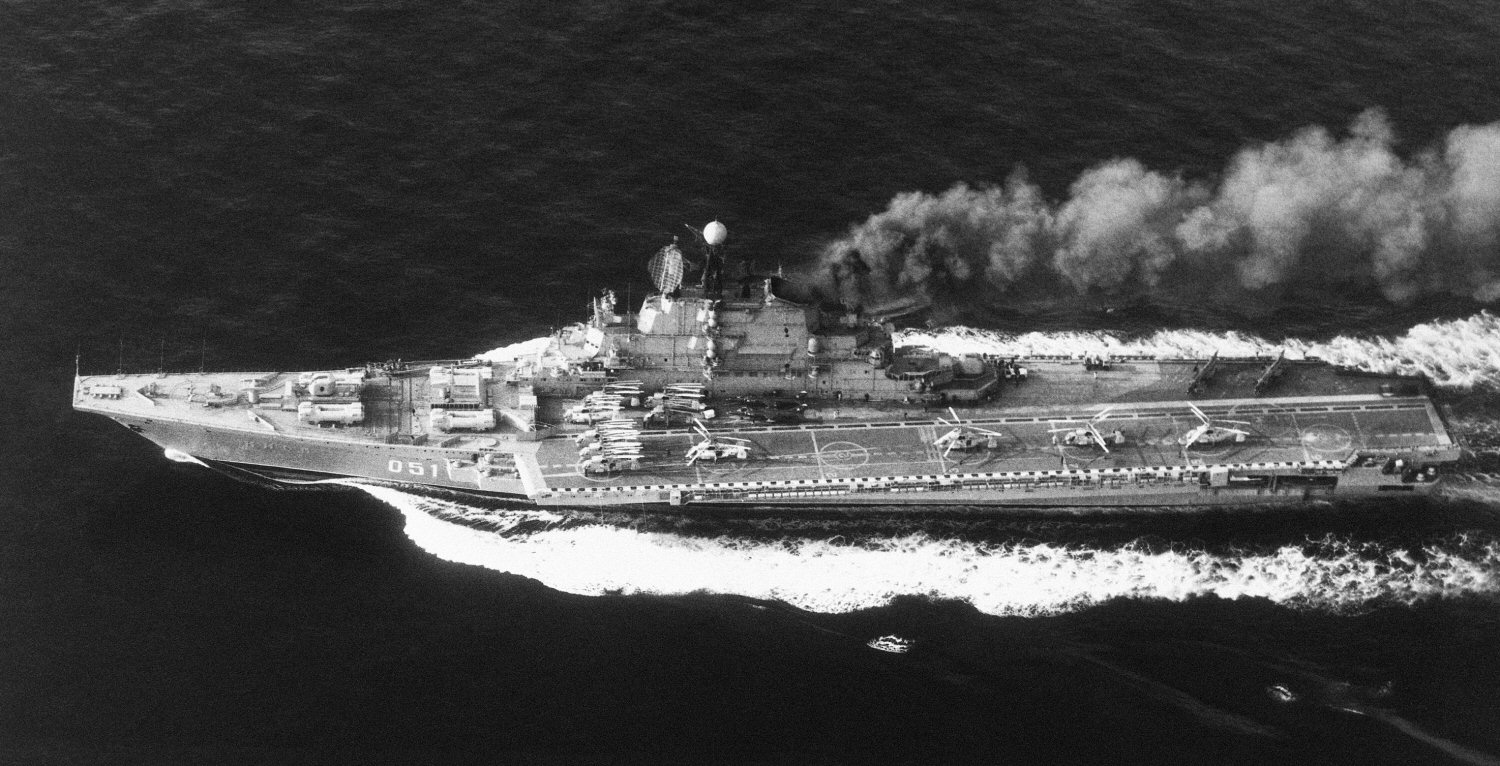
«Київ» на останній бойовій службі. 23.01.1987

З 12 по 19 квітня 1977 року брав участь у стратегічних навчаннях «Північ-77». З 20 грудня 1977 до 4 квітня 1978 року — друга бойова служба в Атлантиці і Середземному морі. 4 серпня 1978 року взяв участь у загальнофлотських навчаннях Північного флоту під керівництвом Головнокомандувача ВМФ. З 16 січня по 27 березня 1979 року — третя бойова служба, брав участь у шести пошукових операціях у складі КПУГ в Середземному морі та Північній Атлантиці. Зокрема в березні у рамках протичовнових навчань «Розбіг-79» відпрацьовував взаємодію з КПУГ авіаносного крейсера «Мінськ». З 30 грудня 1979 року по 28 квітня 1980 року здійснив четверту бойову службу в Середземному морі. 6 січня — 15 травня і 17 липня — 18 вересня 1981 року — п'ята і шоста бойові служби в Середземному морі і Атлантиці. У період проведення стратегічних навчань «Захід-81» на Балтиці виконував роль флагманського корабля. З 27 липня по 30 вересня 1982 року — сьома бойова служба в Атлантичному океані і Середземному морі; брав участь у навчаннях збройних сил країн Варшавського договору «Щит-82» із заходом на Балтику.
З 23 грудня 1982 року по 1 листопада 1984 року проходив середній ремонт і часткову модернізацію на Чорноморському суднобудівному заводі в Миколаєві. 20 березня 1985 вийшов на восьму бойову службу в Середземне море, поєднавши її з переходом на Північ. З 10 по 20 червня 1985 року брав участь у навчаннях різнорідних протичовнових сил північного флоту «Атлантика-85». З 31 грудня 1985 року по 21 травня 1986 — дев'ята бойова служба в Атлантиці і Середземному морі з заходом у Чорне море. З 5 січня по 24 червня 1987 року — остання, десята, бойова служба в Середземному морі. 23.06.1987 повернувся до Сєвероморська, де з 15 вересня 1987 року перебував у різних ремонтах аж до 1990 року. Влітку 1990 прийняв на борт авіацію і вийшов у море для виконання бойових вправ, але це був його останній вихід у море: в серпні 1991 року переведений у резерв 2-ї категорії, 30 червня 1993 року виведений з бойового складу флоту. 28 серпня того ж року роззброєний і переданий у ВФМ для демонтажу. Розформований 28 серпня 1994 року.

## Китайський туристично-розважальний комплекс

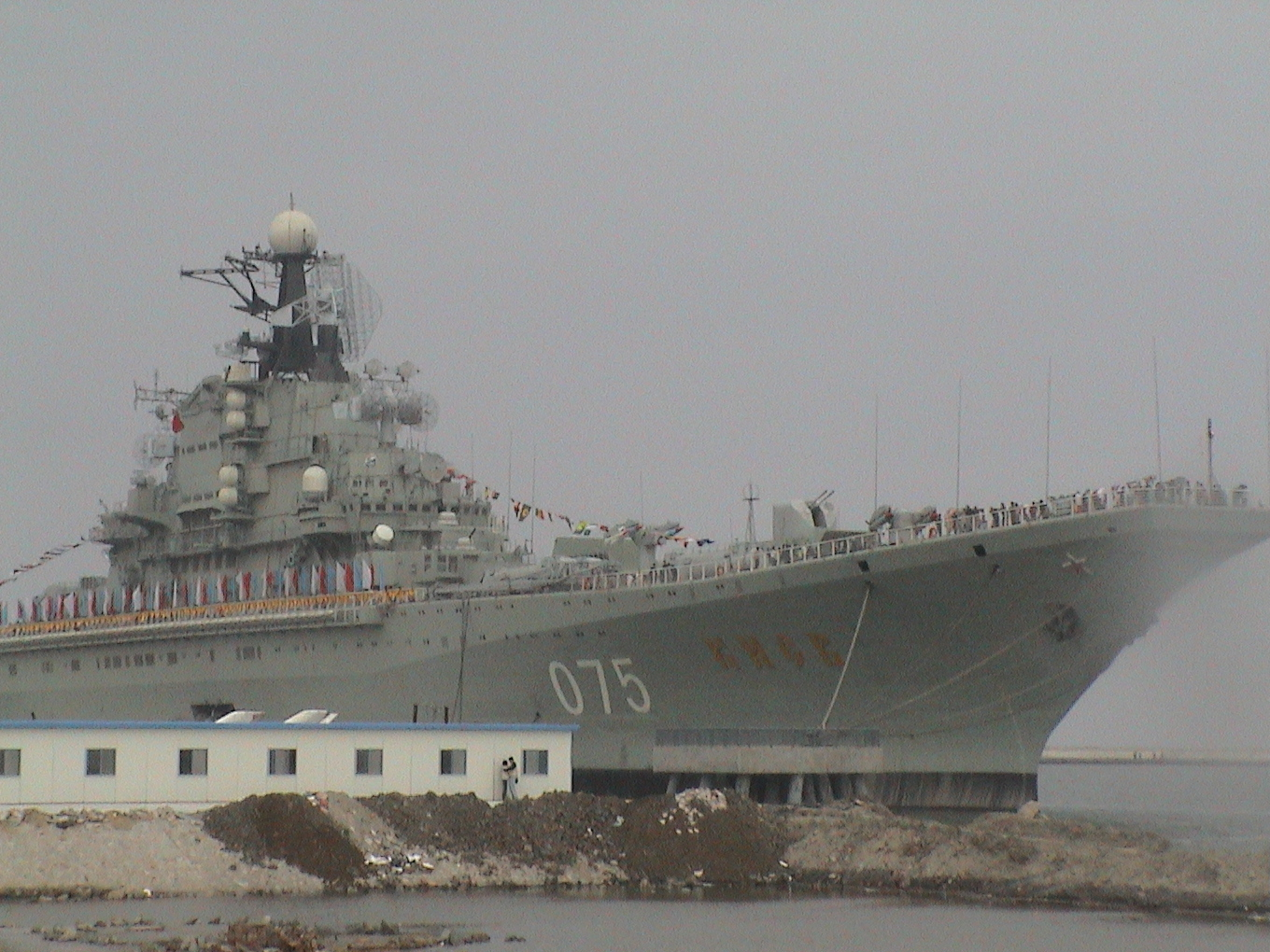
«Київ-ворлд» в Тяньцзіні

У 1999 році Російська Федерація продала авіаносний крейсер «Київ» китайсько-американській компанії Maritime Suppliers LLC, яка спеціалізувалася на переробці кораблів на метал, за 1,8 млн доларів (72 дол. за тону). Своєю чергою, Maritime Suppliers LLC, яка була агентом компанії LNK Import-Export, зареєстрованої в Австрії, перепродала корабель китайській компанії Tianma за 8,2 млн доларів. У травні 2000 року «Київ» поведений буксиром «Деу» в Шанхай.
Після прибуття в Китай мер міста Тяньцзінь запропонував створити з корабля туристичний об'єкт за аналогією з туристично-розважальним комплексом Minsk World у Шеньчжені. Для виконання відновлювальних робіт «Київ» було відбуксовано на судноремонтний завод Шанхайгуань, провінція Хебей.
Нині «Київ» є частиною інформаційно-розважального комплексу Binhai Aircraft Carrier Theme Park. Корабель відкритий для відвідувачів 30 квітня 2004 року. Для «Києва» побудовано спеціальний причал, з якого зроблено вхід у вестибюль-холл корабля на четвертій палубі. Приміщення другої і третьої палуб корабля оформлені як каюти і бойові пости, а також зали військового музею: розставлено стенди, що повідомляють про бойовий шлях корабля та історію авіаносного кораблебудування. Системи озброєння імітують роботу. На палубах і в ангарах — макети літаків і вертольотів. На комплексі працює понад 100 осіб персоналу. Тижнева відвідуваність — 40 тисяч осіб (по завершенні будівництва комплексу планується понад 100 тис.). Вартість вхідного квитка 110 юанів.